# 利岑附近魏森巴赫
利岑附近魏森巴赫是奥地利施蒂利亚州利岑县的一个市镇。总面积35.82平方公里，总人口1149人，人口密度32.1人/平方公里（2005年）。